# Frankenmarkt
Frankenmarkt is een gemeente in de Oostenrijkse deelstaat Opper-Oostenrijk, gelegen in het district Vöcklabruck. De gemeente heeft ongeveer 3500 inwoners.

## Geografie
Frankenmarkt heeft een oppervlakte van 18 km². De gemeente ligt in het zuidwesten van de deelstaat Opper-Oostenrijk. Het ligt ten noordoosten van de deelstaat Salzburg en ten zuiden van de grens met Duitsland.
- Gemeinsame Normdatei: 4093145-6
- Library of Congress Control Number: n83030522
- Nationale Bibliotheek van Israël: 987007566925605171
- Virtual International Authority File: 145451441